# Ingilena
Ingilena (grec antic: Ἰγγηληνή, Inguilenè; armeni: Անգեղտուն, Angueghtun) fou un districte de l'extrem sud-oest d'Armènia, amb capital a la fortalesa d'Anggh (Arkatiokert) a l'est del districte (al nord d'Amida) format per la regió de les fonts del Tigris fins a l'Eufrates. Limitava al nord amb l'Anzitene, la Balabitene i l'Astianene; a l'oest, el riu Eufrates que la separava de la Commagena; al sud la Migdònia; i a l'est el Npert o Nprkert (regió de Martiriòpolis).
És esmentada a les fonts hitites com Ingaluwa.
El 449 i fins al 454 la regió fou el centre d'un aixecament nacional i religiós.
El 543 el nakharar Narses Camsaracà es va revoltar esperant l'ajut romà d'Orient, però fou derrotat a Ingilena, i els romans d'Orient no hi van intervenir.
El 591 la regió va passar a l'Imperi Romà d'Orient mitjançant un tractat amb el nou rei Còsroes (que va arribar al tron amb l'ajut romà d'Orient). La frontera es va fixar aproximadament en una línia entre el llac Sevan i el llac Van.
L'any 605 en la guerra romano-sassànida (602-628), iniciada tres anys abans, les lluites van produir-se al districte d'Ingilena; el comandament romà d'Orient correspongué al nakharar Teodor Khorkhoruní, que fou derrotat pels perses (Teodor fou fet presoner i el rei persa en va ordenar l'execució). Els perses també van guanyar l'any 606 a la província de Bassèn i van conquerir Anggh i altres viles, i la important ciutat de Taron.
El 625 la regió va ser ocupada un altre cop pels romans d'Orient. El 24-25 de febrer del 628 el rei Còsroes fou destronat i el juny del 628 les condicions de pau exigides per l'emperador Heracli foren acceptades. Entre altres punts de l'acord, la frontera Armènia va tornar a la fixada pel tractat del 591.